# Bouchehr
Bouchehr (en persan : بوشهر / Bušehr) est une ville portuaire iranienne, capitale de la province de ‌Bouchehr. Elle est située sur la côte du golfe Persique. En 2010, une centrale nucléaire se trouve sur son territoire.

## Histoire
La localité est habitée au moins depuis l'Élam. La ville de "Liyan" est dotée de plusieurs temples dont un à la déesse-mère Kiririsha, qui a remplacé Pinikir.
La ville devient une importante ville commerçante séleucide, puis également évêché nestorien, sous le nom de "Antiochia in Persis" (Ἀντιόχεια τῆς Περσίδος, Antiócheia tês Persídos).
Bouchehr (Beh Ardasher, Bukht Ardashir), est fondée en 1736, sur les vestiges de l'ancien port par Nadir Shah qui régna de 1736 à 1747. En 1763, Muhammad Karim Khan, fondateur de la dynastie Zand et ancien général du précédent shah, permit aux Britanniques d'y bâtir une base militaire pour leur flotte de la Compagnie des Indes orientales. 
Le port devient au cours du XIXe siècle l'un des plus importants du golfe Persique. Il est occupé par les Anglais en 1856, pendant la guerre anglo-perse de 1856-1857. La garnison perse se rend le 9 décembre 1856.
Le port est à nouveau occupé par les Anglais en 1915, afin de lutter contre l'influence prépondérante des Allemands.

## Géographie

### Situation
Bouchehr est située sur le golfe Persique, à environ 1 215 km au sud de Téhéran.

### Climat
Le climat de Bouchehr est chaud et humide.
| Mois                                    | Jan  | Fév  | Mar  | Avr  | Mai  | Jui  | Jui  | Aou  | Sep  | Oct  | Nov  | Déc  | Année |
| Moyenne des températures minimales (°C) | 10,5 | 11,6 | 15   | 19,4 | 24,4 | 27,2 | 28,8 | 28,8 | 26,1 | 22,2 | 17,2 | 12,7 | 20,3  |
| Moyenne des températures maximales (°C) | 17,7 | 18,3 | 22,7 | 27,2 | 31,6 | 33,3 | 35   | 36,1 | 34,4 | 31,1 | 25,5 | 20   | 27,7  |
| Température min. absolue (°C)           | 0    | 1,1  | 5,5  | 8,3  | 14,4 | 17,2 | 21,1 | 20,5 | 15,5 | 12,7 | 5,5  | 2,7  | 0     |
| Température max. absolue (°C)           | 26,6 | 29,4 | 40,5 | 41,1 | 46,1 | 44,4 | 46,1 | 46,1 | 42,7 | 41,1 | 33,8 | 30,5 | 46,1  |
| Précipitations (en mm)                  | 73   | 45   | 20   | 10   | 1    | 0    | 0    | 1    | 0    | 2    | 40   | 81   | 273   |
| Jours de pluie                          | 5,5  | 3,7  | 1,9  | 1,0  | 0,2  | 0    | 0    | 0,2  | 0    | 0,3  | 3    | 6    | 21,8  |
| Jours de gel                            | 0    | 0    | 0    | 0    | 0    | 0    | 0    | 0    | 0    | 0    | 0    | 0    | 0     |
| Source : Météo France                   |      |      |      |      |      |      |      |      |      |      |      |      |       |

## Programme nucléaire

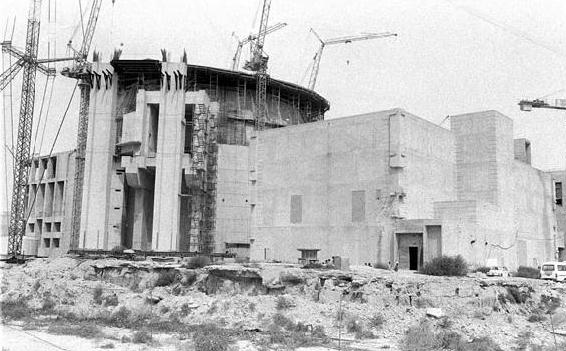
Construction de la centrale nucléaire (avant 1975)

Bouchehr est située à 12 kilomètres du site d'une centrale nucléaire qui est construite en coopération avec la Russie. Les travaux avaient été commencés par l'entreprise allemande Kraftwerk Union A.G., une filiale de Siemens AG, qui avait signé en 1975 un contrat pour construire deux réacteurs nucléaires pour 4 à 6 milliards de dollars.

## Transports
Bouchehr possède un aéroport (code AITA : BUZ).